# Pascal Monbrun
Pour les articles homonymes, voir Montbrun.
Pascal Monbrun (né le 3 octobre 1967 à Toulouse en Haute-Garonne) est un joueur de football français, qui évoluait au poste de milieu de terrain.

## Biographie
Pascal Monbrun joue principalement en faveur des Girondins de Bordeaux, du Perpignan FC, et du Stade bordelais.
Il dispute au cours de sa carrière, un match en Ligue 1, et 67 matchs en Ligue 2

## Palmarès
Girondins de Bordeaux
- Championnat de France D2 (1) :
  - Champion : 1991-92.